# Neil Travis
Herbert Neil Travis (* 12. Oktober 1936 in Los Angeles, Kalifornien; † 28. März 2012 in Arroyo Grande, Kalifornien) war ein US-amerikanischer Filmeditor.

## Leben
Nachdem Neil Travis seinen Bachelor in Kunst und Theaterkunst an der UCLA gemacht hatte, probierte er sich im Filmgeschäft und half nach seiner ersten Schnittassistenz 1965 in Billie in Filmen wie Der Gauner und Die Hölle sind wir Thomas Stanford beim Schnitt, bevor er 1970 mit Der reisende Henker erstmals eigenverantwortlich einen Filmschnitt leiten durfte. Bereits 1977 deutete sich seine erfolgreiche Karriere an, als er für Roots mit zwei Emmy-Nominierungen bedacht wurde, wovon er einen anschließend auch gewann. Sein am häufigsten nominierter und prämierter Schnitt war allerdings Der mit dem Wolf tanzt, er erhielt nicht nur eine BAFTA-Award-Nominierung, sondern wurde 1991 mit dem Oscar für den Besten Filmschnitt ausgezeichnet.
Neil Travis war Mitglied der American Cinema Editors. und erhielt 2010 den ACE Career Achievement Award für sein Lebenswerk.
Am 28. März 2012 verstarb Herbert Neil Travis, seine Frau sowie der gemeinsame Sohn und Tochter überlebten ihn.

## Filmografie (Auswahl)
- 1965: Billie (Schnitt-Assistenz)
- 1968: Die Hölle sind wir (Hell in the Pacific, Schnitt-Assistenz)
- 1969: Der Gauner (The Reivers, Schnitt-Assistenz)
- 1970: Der reisende Henker (The Traveling Executioner)
- 1971: Die Cowboys (The Cowboys)
- 1972: Der Berg kennt keine Gnade (Climb an Angry Mountain)
- 1977: Roots
- 1978: Der weiße Hai 2 (Jaws 2)
- 1979: Heiße Ware (Hot Stuff)
- 1979: Roots – Die nächsten Generationen (Roots: The Next Generations)
- 1980: Idolmaker – Das schmutzige Geschäft des Showbusiness (The Idolmaker)
- 1980: Stirb lachend (Die Laughing)
- 1983: Cujo
- 1983: Ehe mit Hintergedanken (Second Thoughts)
- 1985: Marie – Eine wahre Geschichte (Marie)
- 1984: Das Philadelphia Experiment (The Philadelphia Experiment)
- 1987: No Way Out – Es gibt kein Zurück (No Way Out)
- 1988: Cocktail
- 1988: Hot Paint – Eine verdammt heiße Ware (Hot Paint)
- 1989: Shannon – Sein schwerster Fall (Shannon's Deal)
- 1990: Der mit dem Wolf tanzt (Dances with Wolves)
- 1991: Getäuscht (Deceived)
- 1992: Die Stunde der Patrioten (Patriot Games)
- 1993: Bopha! – Kampf um Freiheit
- 1994: Das Kartell (Clear and Present Danger)
- 1996: Moll Flanders
- 1997: Auf Messers Schneide – Rivalen am Abgrund (The Edge)
- 1998: Seite an Seite (Stepmom)
- 1999: Der 200 Jahre Mann (Bicentennial Man)
- 2001: Im Netz der Spinne (Along came a Spider)
- 2002: Der Anschlag (The Sum of All Fears)
- 2003: Terminator 3 – Rebellion der Maschinen (Terminator 3: Rise of the Machines)
- 2007: Die Vorahnung (Premonition)

## Auszeichnungen
Oscar
- 1991: Bester Schnitt – Der mit dem Wolf tanzt

BAFTA Award
nominiert
- 1992: Bester Schnitt – Der mit dem Wolf tanzt

Emmy
- 1977: Outstanding Film Editing in a Drama Series – Roots (Teil 1)

nominiert
- 1977: Outstanding Film Editing in a Drama Series – Roots (Teil 2)